# Dichostates magnus
Dichostates magnus är en skalbaggsart som beskrevs av Aurivillius 1925. Dichostates magnus ingår i släktet Dichostates och familjen långhorningar.
Artens utbredningsområde är Malawi. Inga underarter finns listade i Catalogue of Life.